# Cartographie du cerveau

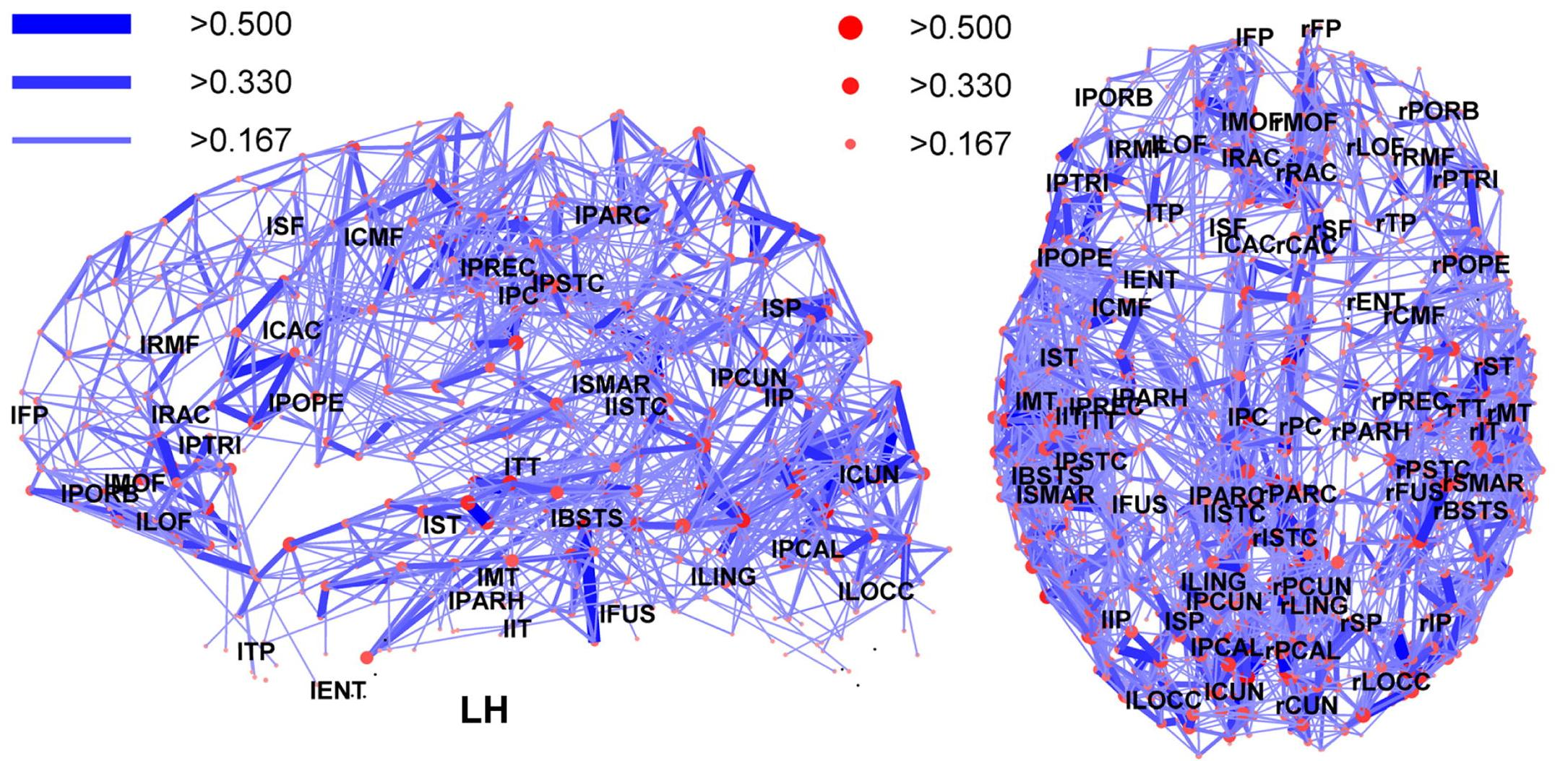
Représentation en réseau de la cartographie du cerveau humain.

La cartographie du cerveau est un ensemble de techniques des neurosciences dédiées à la création de représentations spatiales des quantités ou des propriétés biologiques du cerveau humain ou non-humain. La cartographie du cerveau est en outre définie par la Société pour la cartographie et le traitement du cerveau (Society for Brain Mapping and Therapeutics - SBMT) comme l'étude de l'anatomie et du fonctionnement du cerveau et de la moelle épinière grâce à l'utilisation de l'imagerie (intra-opératoire, microscopique, endoscopique et l'imagerie multi-modalité), l’utilisation de l'immunohistochimie, la génétique moléculaire et l’optogénétique, les cellules souches et la biologie cellulaire, l'ingénierie (matériel, électrique et biomédical), la neurophysiologie et les nanotechnologies.

## Vue d'ensemble
Toute méthode d'imagerie cérébrale peut être considérée comme faisant partie de la cartographie du cerveau. La cartographie du cerveau peut être conçue comme une forme supérieure de la neuro-imagerie, visant à produire des images du cerveau complétées par des données additionnelles (imagerie ou non-imagerie) issues du traitement ou de l'analyse de données, comme des cartes avec une projection (une mesure) de l’activité du cerveau (voir IRMf). Un autre exemple de carte, appelée un connectogramme, montre les régions corticales représentées autour d'un cercle, organisées par lobes. Les cercles concentriques dans l'anneau représentent des mesures neurologiques effectuées communément, telle que l'épaisseur corticale ou la courbure. Dans le centre des cercles, des lignes représentant les fibres de la substance blanche qui connectent entre elles les régions corticales, pondérés par l'anisotropie fractionnelle et la force de la connexion.
Les techniques de cartographie du cerveau sont en constante évolution, et reposent sur le développement et le raffinement des techniques d'acquisition d'image, de représentation, d'analyse, de visualisation et d'interprétation. La neuroimagerie fonctionnelle et structurelle est au cœur de la cartographie du cerveau.

## Historique
Le premier projet de cartographie du cerveau remonte à 1962 dans l'Ohio. Où l'hôpital d'État de Columbus a numérisé le cerveau de plus de 500 sujets à l'aide d’un électroencéphalographe à hyper-fréquence (Hyfreeg). À la suite de quoi, un rapport détaillé sur la cartographie du cerveau a été publié par le Battelle Memorial Institute intitulé : « Une nouvelle Fenêtre dans le cerveau humain ? ». Le Journal de l’association américaine de médecine (Journal of American Medical Association - JAMA) a également publié un rapport concernant cette première cartographie du cerveau : « Est-ce que le système nerveux est axé sur l’amplitude ou la fréquence ? ». Le JAMA s’interroge : « L'un des points sur lesquels les neurologues étaient jusqu’alors d’accord, était que le système nerveux est orienté amplitude. Mais maintenant une nouvelle théorie indique exactement le contraire - que le système nerveux est effectivement orienté fréquence ». Grâce à cette première avancée de la cartographie du cerveau, les membres des équipes psychiatriques ont réussi à guérir des épilepsies, des épilepsies psychomotrices, des hallucinations, des schizophrénies. Ces résultats ont été obtenus en abaissant l'activité neuronale dans le système d'activation réticulaire situé dans le tronc cérébral. Ils ont également observé l’activité du cerveau lors des rêves et les fonctions propres à chaque hémisphère du cerveau. Ces dernières observations furent confirmées plus tard grâce à l’étude d’une patiente née avec un seul hémisphère,.
Un livre publié par Kindle Books a été consacré à ce projet de recherche. Il décrit le projet de cartographie du cerveau original mené par le Battelle Memorial Institute, et identifie une matrice de classification comportementale et des méthodes pour la modification de la personnalité.
Victor H. Fischer était le chercheur principal de l'équipe psychiatrique qui incorporait alors dix psychiatres cliniques : le Dr Paul W. Watkins MD en tant que membre du personnel psychiatrique, le Dr Calvin Baker MD, ancien commissaire du ministère de l'Ohio de l'hygiène mentale, et neurologue consultant, le colonel de l'USAF Robert F. Hood, MD, neurologue et psychiatre, et directeur de psychiatrie au Wright-Patterson Medical Center, États-Unis.
À la fin des années 1980 aux États-Unis, l'Institut de médecine de l'Académie nationale des sciences a été chargé de réunir un groupe d’experts pour enquêter sur l’utilité d’intégrer les informations neuroscientifiques à travers une variété de techniques.
Pour la cartographie du cerveau humain, les techniques d'imagerie suivantes sont particulièrement importante : imagerie structurelle et fonctionnelle par résonance magnétique (IRMf), l'IRM de diffusion (IRMd), la magnétoencéphalographie (MEG), l'électroencéphalographie (EEG), la tomographie par émission de positons (TEP), la spectroscopie proche infrarouge (NIRS). Il existe également d'autres techniques non-invasives de balayage pour cartographier l'anatomie, la physiologie, la perfusion, la fonction et les phénotypes du cerveau humain. Les cerveaux sains et malades sont cartographiés pour étudier la mémoire, les mécanismes d’apprentissage, le vieillissement et les effets des drogues dans diverses populations telles que les personnes atteintes de schizophrénie, d'autisme et souffrant de dépression clinique. L’intérêt pour ces techniques a notamment abouti à la création de l’Human Brain Project. La cartographie peut également être cruciale pour la compréhension des lésions cérébrales traumatiques (comme dans le cas de Phineas Gage) et améliorer le traitement des lésions cérébrales.
Après une série de réunions, le Consortium international pour la cartographie du cerveau (ICBM) a revu ses objectifs. Le nouveau but recherché est de développer des atlas flexibles du cerveau computationnels.
Le 5 mai 2010, la Cour suprême de l'Inde (Smt. Selvi contre l'État du Karnataka) a déclaré la cartographie du cerveau, les détecteurs de mensonge et les narcoanalyses, inconstitutionnelles et en violation de l'article 20 (3) des droits fondamentaux. Ces techniques ne peuvent pas être employé contre le gré de toute personne physique et nécessite le consentement explicite. Quand ils sont menés avec le consentement, les résultats sont considérés comme des preuves pouvant être utilisés au cours d’un procès conformément à la section 27 de la Loi sur les preuves juridiques.

## Outils actuels
- Talairach Atlas, 1988
- Harvard Whole Brain Atlas, 1995[14]
- MNI Template, 1998 (Le modèle standard du SPM et du Consortium International pour la cartographie du cerveau)
- Atlas of the Developing Human Brain, 2012[15]